# Micropterix zangheriella
Micropterix zangheriella és una espècie d'arna de la família Micropterigidae. Va ser descrita per Heath, l'any 1963.
És una espècie que només es pot trobar al nord dels Apenins.
Té una envergadura de 3.8 mm els mascles i 4.3-5 mm les femelles.